# Cryptotendipes
Cryptotendipes is een muggengeslacht uit de familie van de Dansmuggen (Chironomidae).

## Soorten
- C. ariel (Sublette, 1960)
- C. causuaria (Townes, 1945)
- C. darbyi (Sublette, 1960)
- C. emorsa (Townes, 1945)
- C. holsatus Lenz, 1959
- C. nigronitens (Edwards, 1929)
- C. pflugfelderi Reiss, 1964
- C. pilicuspis Saether, 1977
- C. pseudotener (Goetghebuer, 1922)
- C. usmaensis (Pagast, 1931)